# Reisach (Gemeinde Kirchbach)
Reisach (slow. Riže) ist eine Ortschaft und eine Katastralgemeinde von Kirchbach im Gailtal, in Kärnten, Österreich. Die Ortschaft hat 347 Einwohner (Stand 1. Jänner 2024).

## Geschichte
Reisach wurde 1039 erstmals urkundlich erwähnt. Bis zur zum 1. Jänner 1973 durchgeführten Gemeindereform war Reisach eine eigenständige politische Gemeinde.

## Kultur, Sehenswürdigkeiten
- Pfarrkirche Reisach, ein spätklassizistischer Bau aus dem Jahr 1850
- Gangl-Bildstock, spätgotischer Nischenbildstock. Im Unterbau ist ein römischer Grabstein eingemauert.
- Südöstlich der Ortschaft in der Flussniederung befindet sich die Filialkirche hl. Anastasia, die urkundlich im Jahr 1600 erstmals erwähnt wurde.
- Am Wohnhaus des Anwesens Nr. 10, vulgo Monegger, ist das Ortszentrum als Lüftlmalerei dargestellt. Am Stadel sind Ziegelgitterfenster zu sehen.

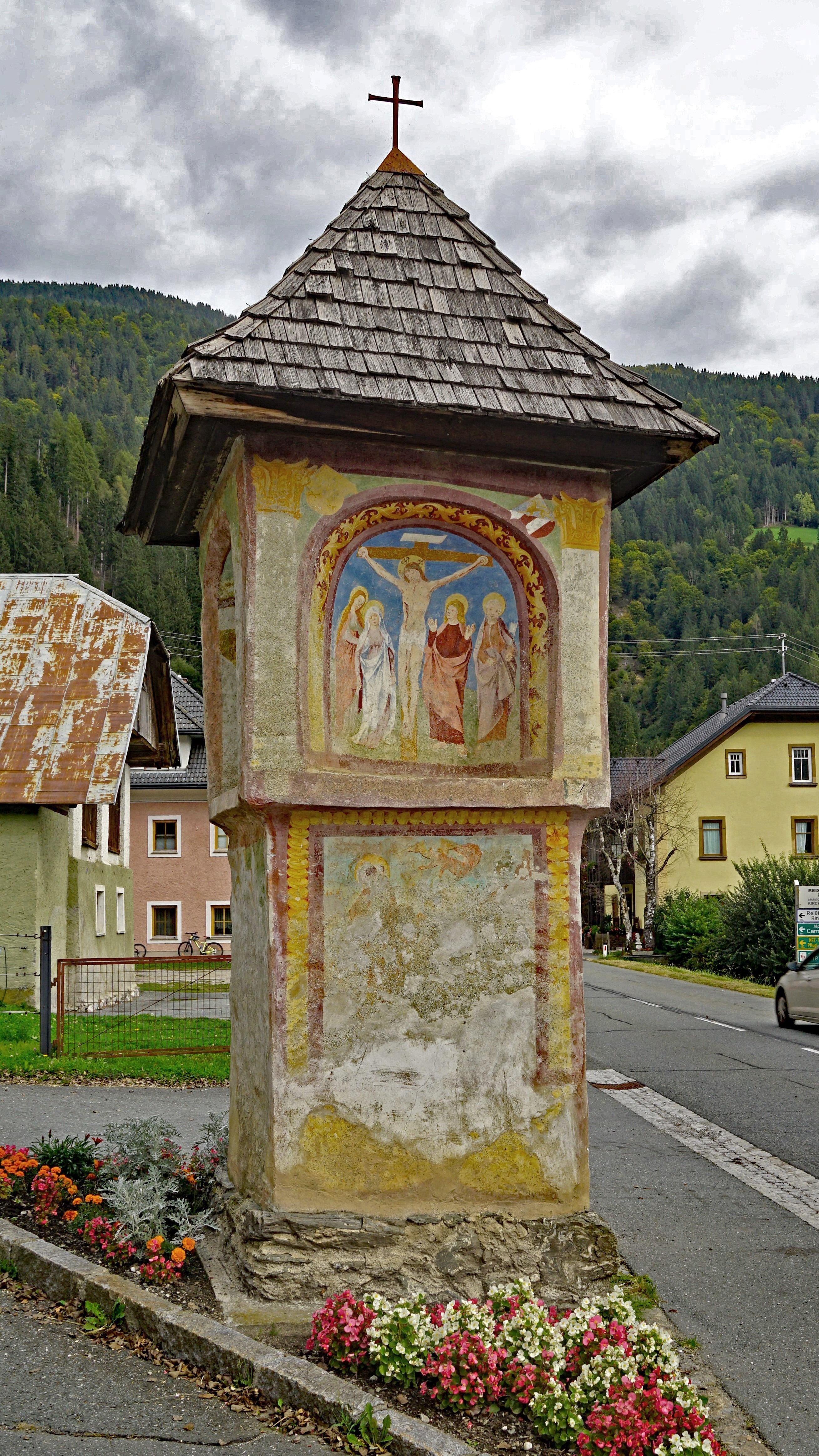
Gangl-Bildstock
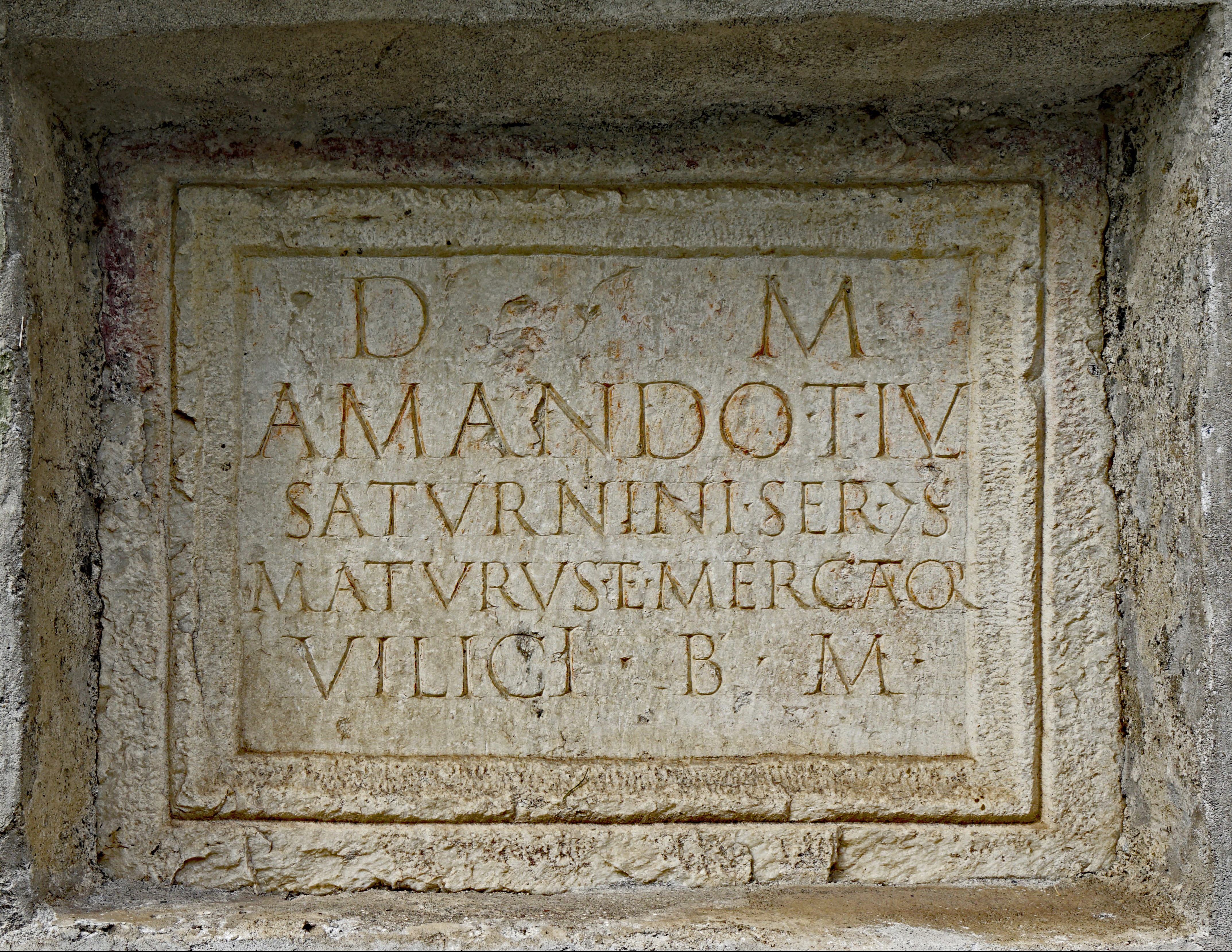
Gangl-Bildstock, römische Grabinschrift
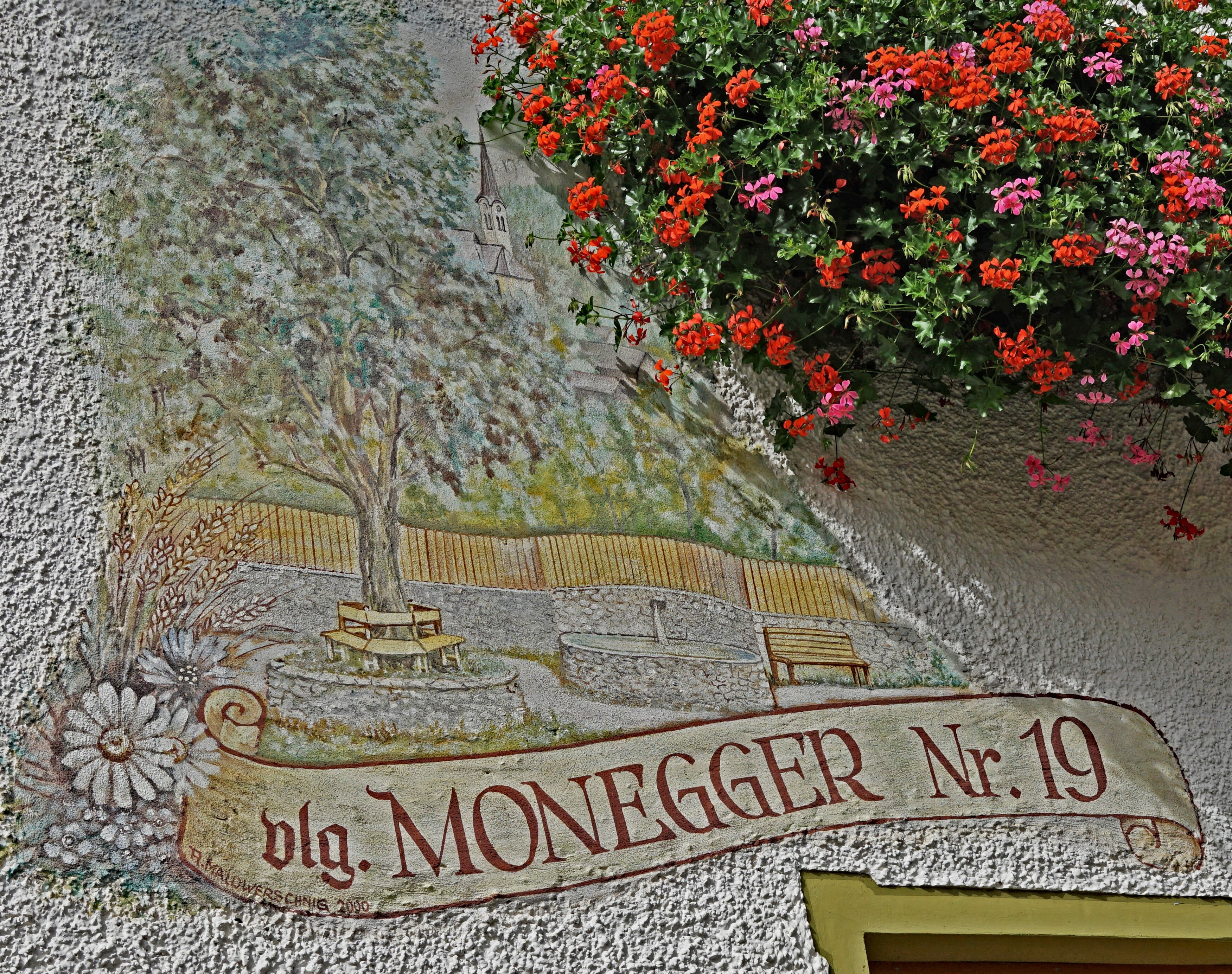
Lüftl-Malerei
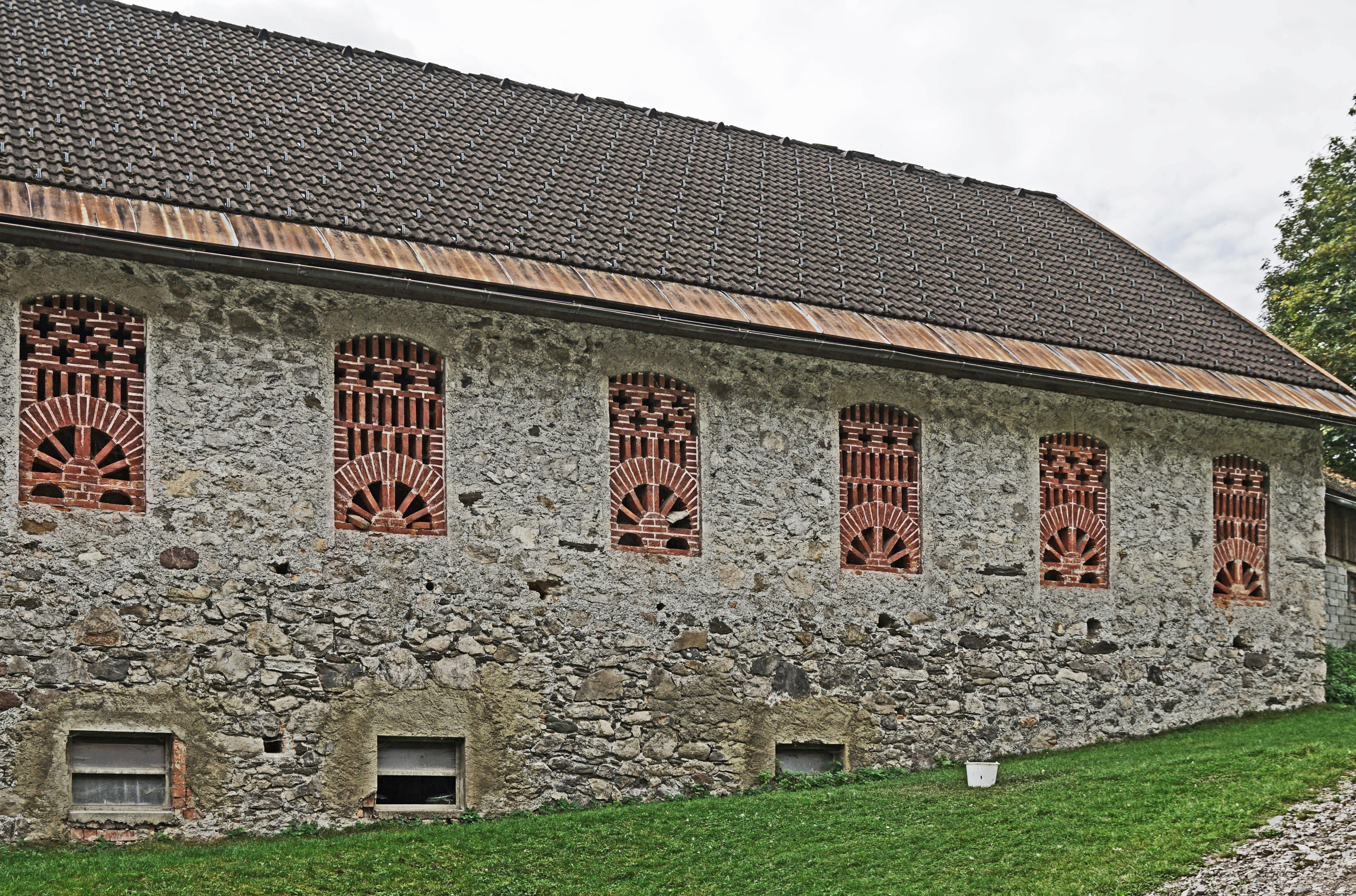
Stadel nit Ziegelgitterfenster

## Verkehr
Auf der Gailtalbahn wurde 2016 der Personenverkehr ab Hermagor eingestellt. Hier werden im Sommer Fahrraddraisinen vermietet.